# Zulema Blacio Galarza
Zulema Blacio Galarza (Guayaquil, 31 de enero de 1908 – ibíd., 2 de julio de 1980) fue una pianista, compositora, pedagoga y concertista ecuatoriana.

## Biografía
Nació el 31 de enero de 1908 en Guayaquil. Desde sus primeros años de vida su padre, el compositor Claro José Blacio Potes, orientó sus cualidades musicales. 
Realizó estudios en el Conservatorio Antonio Neumane de Guayaquil. Fue la primera graduada de piano de la institución en 1933, tras homologar sus años de estudios que había realizado con su padre. Fue designada profesora de piano de la misma institución, en donde destacó por sus merecimientos artísticos y por sus dotes de maestra. En este espacio fue profesora de personajes como Divina Ycaza, entre otros. Acompañó además a Guido Garay en intervenciones musicales folcloristas.
Figuró como Subdirectora de Educación Musical. Fundó una academia musical que bautizó con su nombre. Integró varias entidades culturales, obtuvo premios a nivel local y nacional, y recibió condecoraciones, como la medalla al Mérito Artístico de la Municipalidad de Guayaquil.
Falleció en Guayaquil el 2 de julio de 1980.

## Obras
Entre sus obras es importante destacar: 
- Fantasía montubia (suite para orquesta)
- Himno a la Asociación Escuela de Derecho de la Universidad de Guayaquil
- Himno a la Asociación Femenina Universitaria
- Himno a la Asociación Ecuatoriana de Radiodifusión (AER)
- Himno al Círculo de Periodistas del Guayas
- Himno a la Mujer Americana
- Himno del colegio Veintiocho de Mayo
- Himno del colegio Amarilis Fuentes
- Himno de la escuela República de Francia [1]

## Reconocimientos
- Medalla al Mérito Artístico de la Municipalidad de Guayaquil.[1]
- Una calle de Quito fue nombrada en su memoria.